# 茯苓飲合半夏厚朴湯
茯苓飲合半夏厚朴湯（ぶくりょういんごうはんげこうぼくとう）は、漢方方剤の一つで、胃の働きを改善し水分の停滞をなくしたり、抑うつ感や不安感を取る効能を持つ。冷え性で胃が弱く、胸焼けやげっぷが多い人など。体力が中から虚証向けの処方。読んで字のごとく、茯苓飲と半夏厚朴湯との合剤である。

## 概要
『金匱要略』の宋代に林億が付方として追記した部分に収載されている処方で、本来の出典は『外台秘要』である。『外台』には、「茯苓飲は、心胸中に停痰宿水があり、自ら水を吐き出した後に、心胸間に虚気が満ちて食すること能わざるを治す」と記され、さらに「茯苓、人参、白朮、枳実、橘皮、生姜の六味を水六升で煮て一升八合をとり分け温めて三服す。人の行くこと八、九里ばかりにして、これを進む」とあることからこれを現代語に翻訳すれば、8里から9里を歩くのに2、3時間かかるであろうことを意味し、2、3時間おきに薬を飲み気分が落ち着いたらやめるという意味と解される。
一般に、精神神経症状をともなう湿性の胃症状である胃もたれ、胸やけ、吐き気などに効能がある。その他、動悸、めまい、ノドのつかえ感、尿量減少などにも使用される。舌候は乾湿中間の白苔。腹力はやや軟で上腹部に振水音があることが多い。病院での処方では、乾燥エキス剤を用いるのが一般的。

## 効能
- 抑うつ
- 不安神経症
- 神経性胃炎、胃炎
- つわり
- 溜飲
- 急性および慢性気管支炎
- 気管支喘息

## 構成生薬
茯苓と蒼朮は体内の無駄な水分を取り除き、人参は滋養強壮薬効果を、半夏は吐き気を抑える。厚朴や蘇葉は気のめぐりを改善し元気をつける。陳皮や枳実、生姜には健胃作用がるが、これらが相互に作用しあうことでより高い効果を発揮する。
- 茯苓（ブクリョウ）
- 蒼朮（ソウジュツ）[4]
- 人参（ニンジン）
- 陳皮（チンピ）
- 枳実（キジツ）
- 半夏（ハンゲ）
- 厚朴（コウボク）
- 蘇葉（ソヨウ）
- 生姜（ショウキョウ）

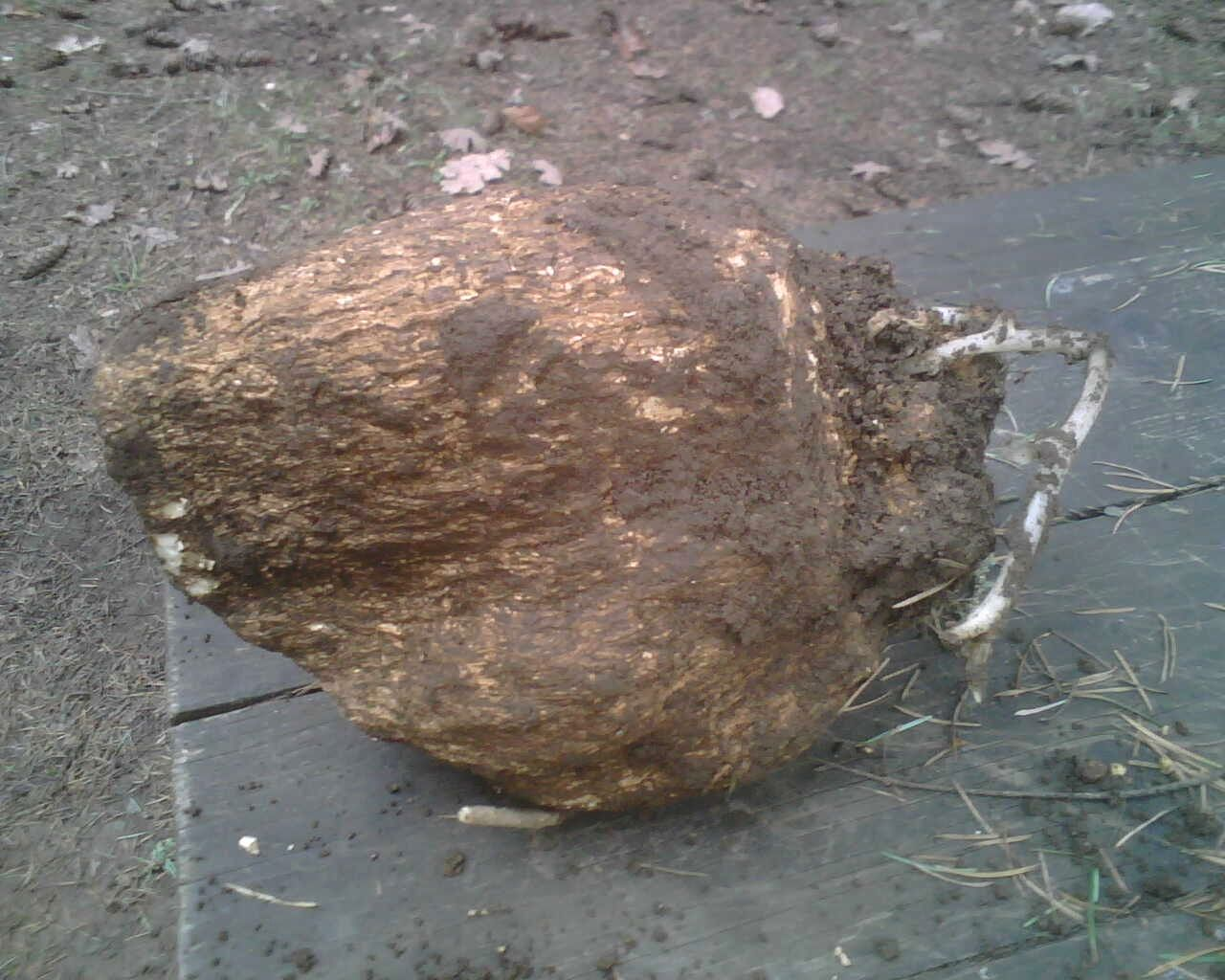
茯苓(ブクリョウ)
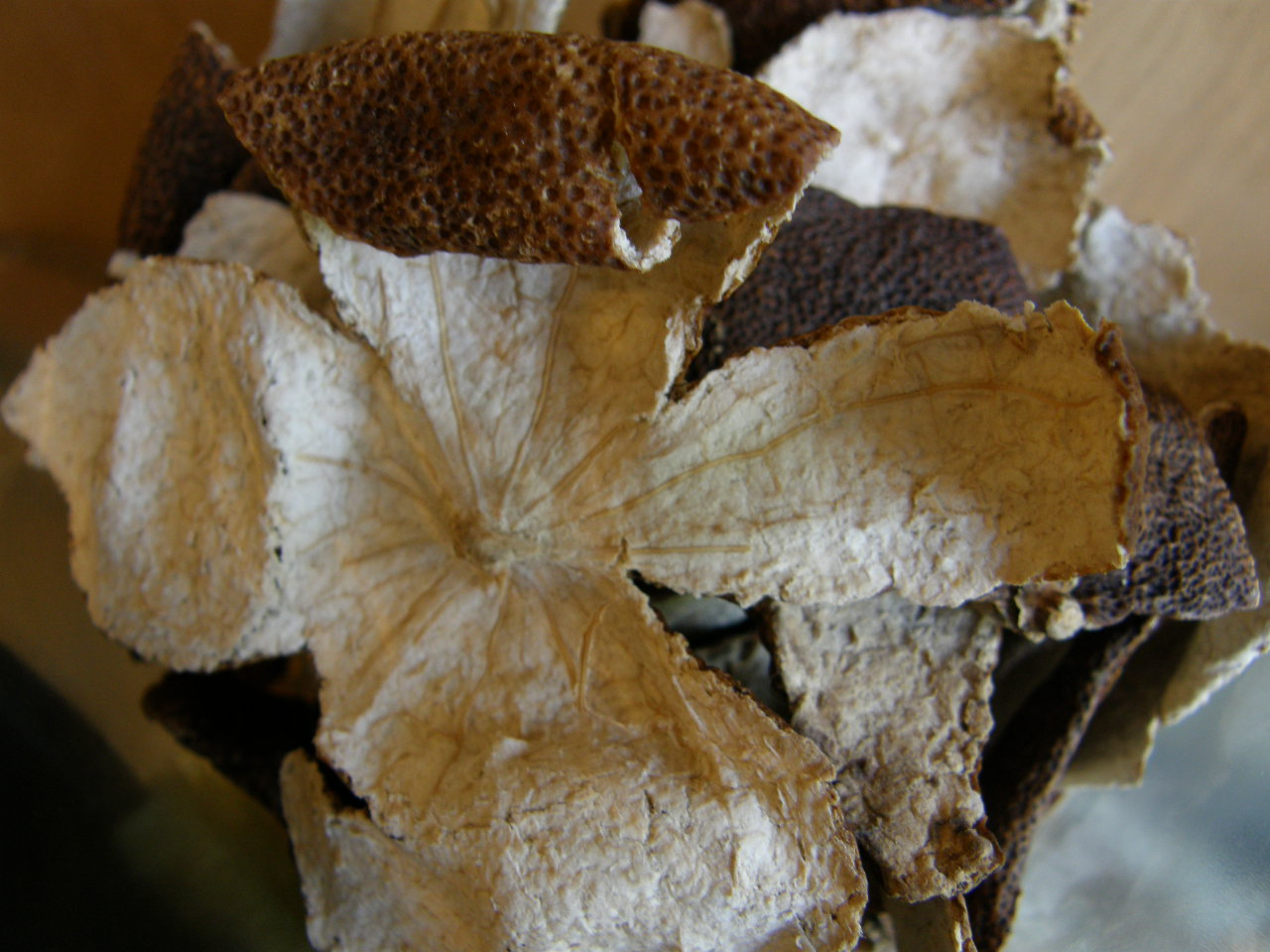
陳皮(チンピ)
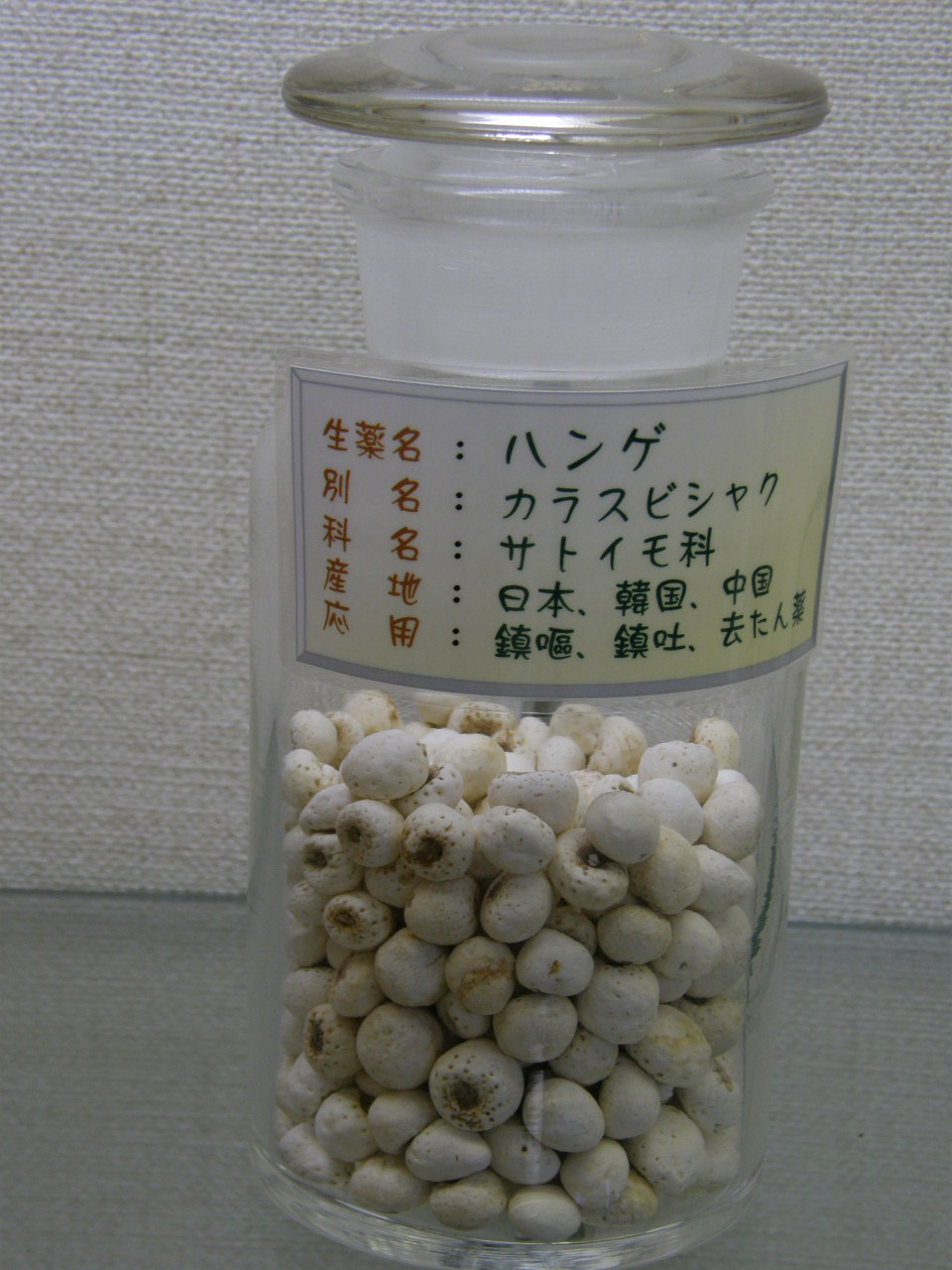
半夏(ハンゲ)
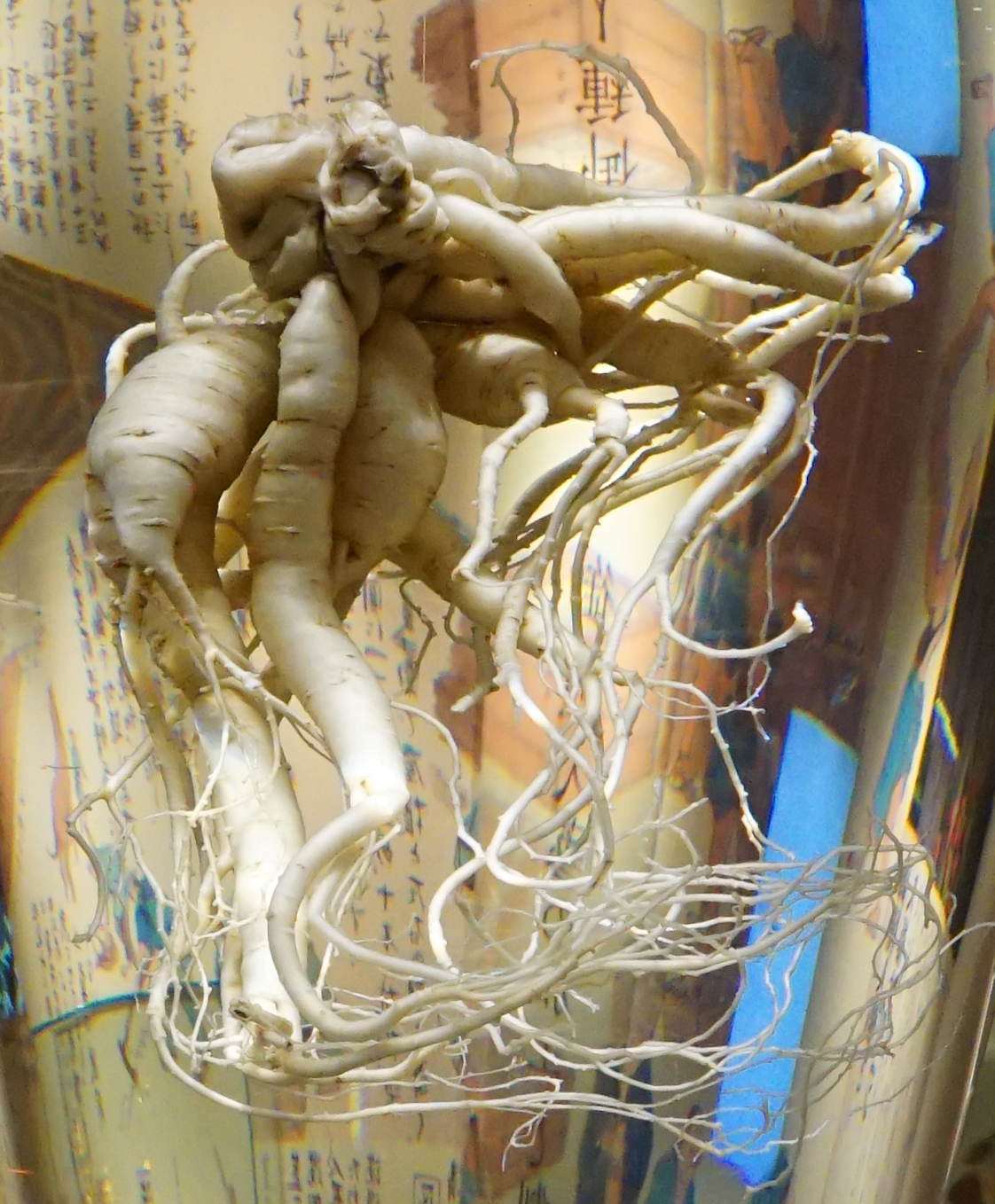
人参(ニンジン)
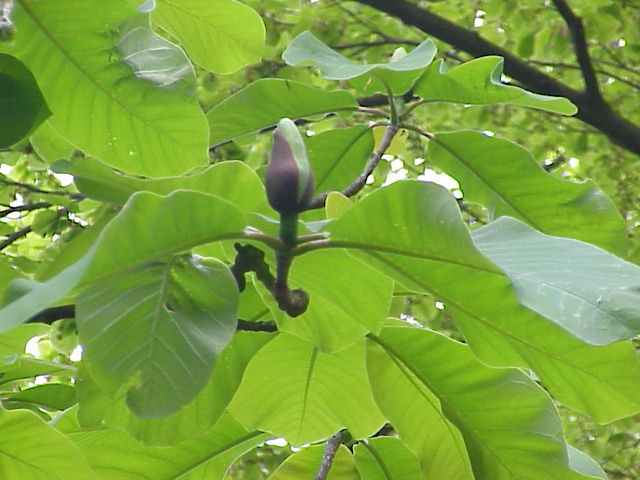
厚朴(コウボク)
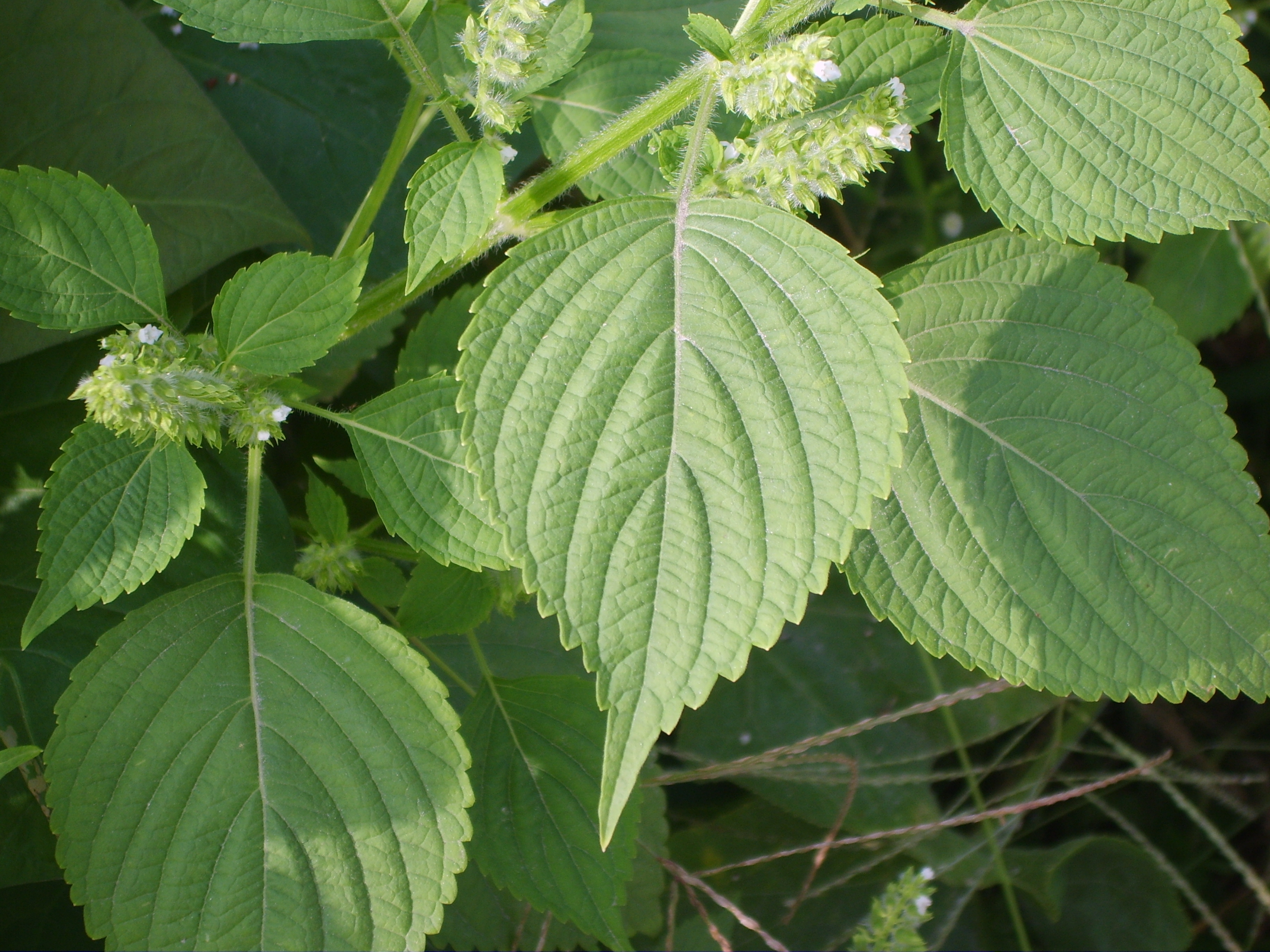
蘇葉（ソヨウ）
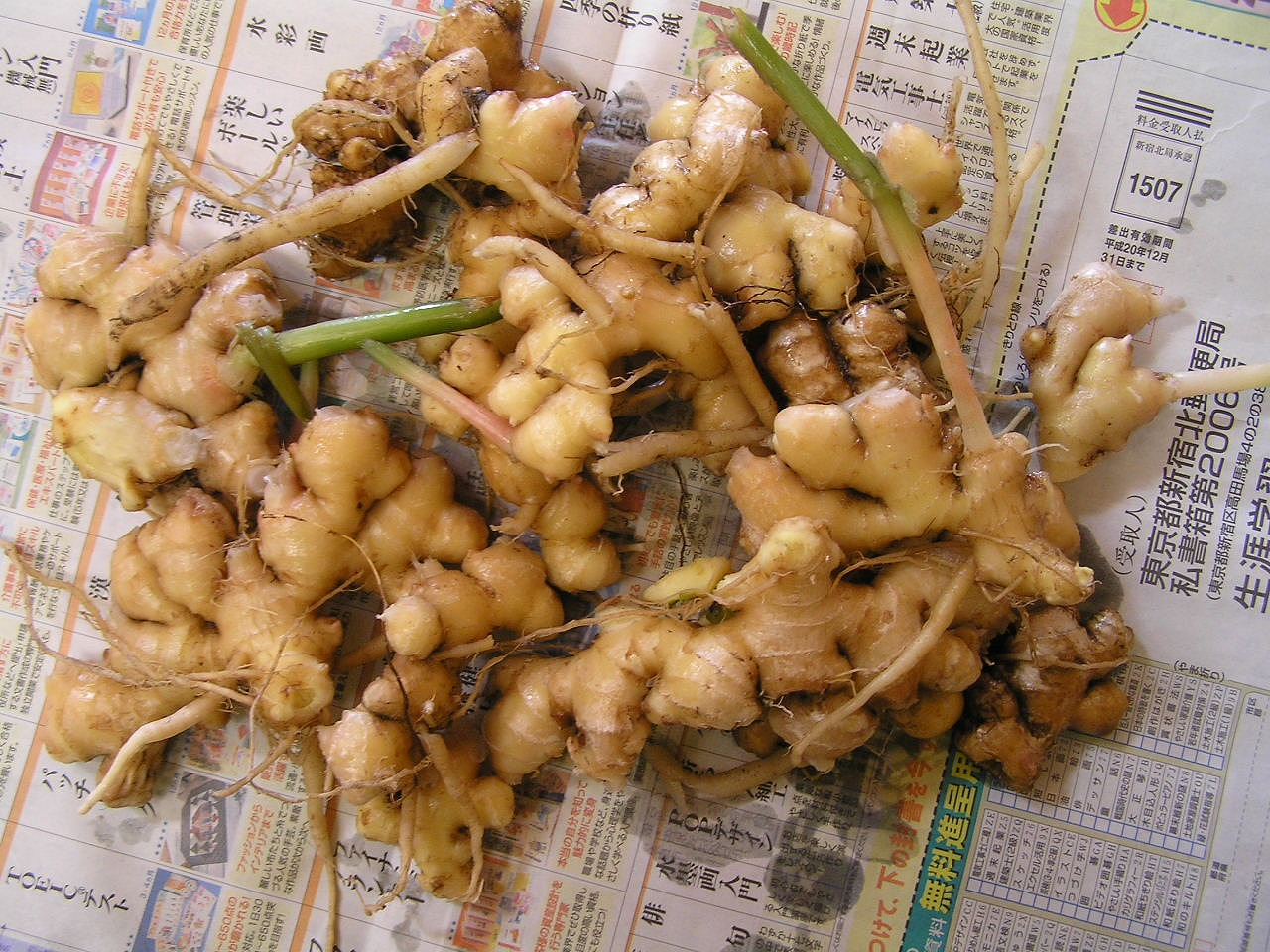
生姜(ショウキョウ)

## 副作用
- 胸焼け、食欲不振など。慣れるとなくなることが多い[1]。